# يوم العمل

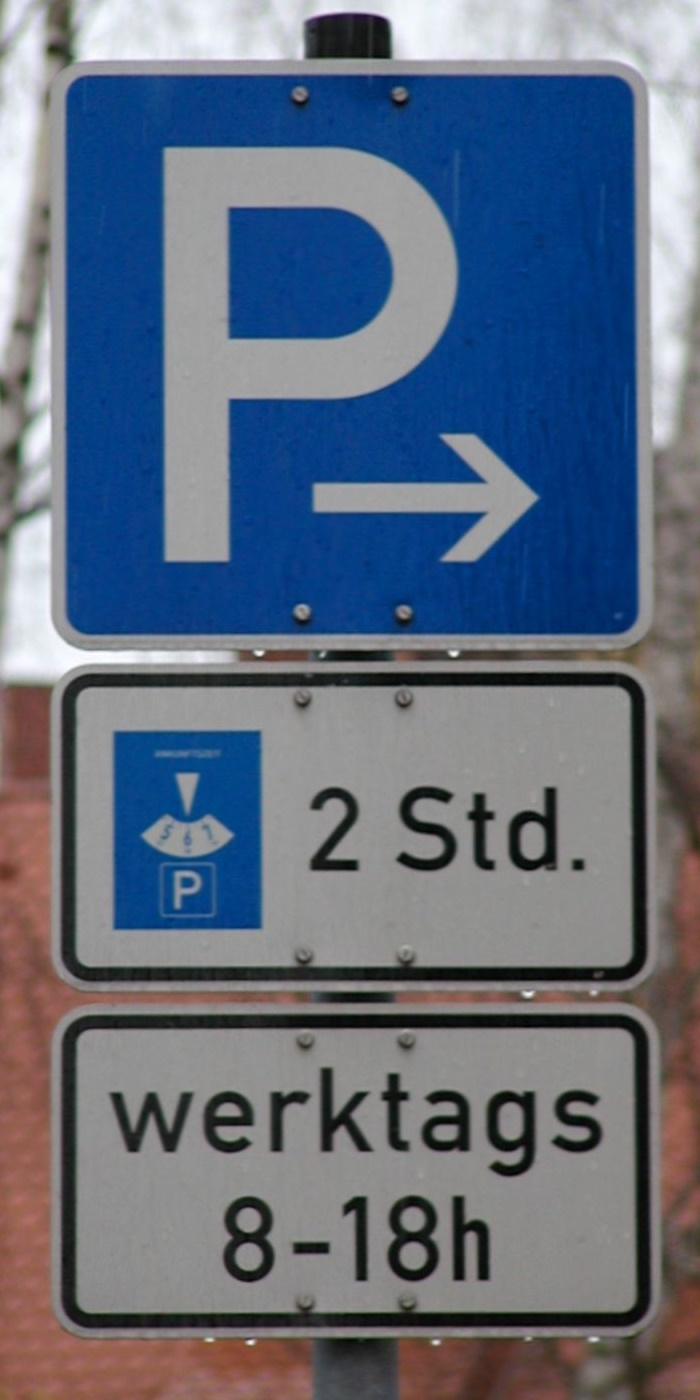

يوم العمل (بالإنجليزية: Business day) هو كل يوم عمل رسمي في الأسبوع؛ مصطلح آخر شائع هو أيام العمل. وهي الأيام بين الاثنين وحتى الجمعة (تختلف حسب الدولة)، ولا تشمل أيام العطل الرسمية وعطلات نهاية الأسبوع.
ويختلف تعريف أيام العمل حسب المنطقة ويعتمد ذلك على أسبوع العمل المحلي الذي تمليه العادات المحلية والأديان والعمليات التجارية. على سبيل المثال، في الولايات المتحدة ومعظم دول العالم الغربي، عادة ما تكون أيام العمل من الاثنين إلى الجمعة.
في الاتحاد الأوروبي، تكون أيام العمل العادية من الاثنين إلى الجمعة بناءً على تنظيم وقت العمل في الاتحاد الأوروبي.
يختلف طول أيام العمل حسب المنطقة والصناعة ونوع المُنشأة. تشمل المعايير السائدة أن أيام العمل تكون بين 8 ساعات و 10 ساعات لليوم، ولكن أوقات عمل بين 4 إلى 16 ساعة تعتبر طبيعية في أوقات وأماكن معينة.
مصطلح أيام العمل يُستخدم عادة من قبل ناقلي البريد السريع عند تحديد تاريخ وصول الشحنات. مثلا:
إذا قامت شركة البريد بإرسال شُحنة في يوم الخميس وسيتم تسليمها بعد «يومي عمل»، فسوف تصل في يوم الاثنين التالي (في حالة لم يكن يوم الجمعة أو الاثنين هي من أيام العطلات).
في جوانب التمويل، تُعرف كيفية تعريف أيام العمل باسم اتفاقيات يوم العمل وتحديد كيفية تسوية المدفوعات على عقود مثل مقايضات سعر الفائدة.

## التحولات والاتجاهات
مع دخول ساعات العمل المرنة قدمت الإنترنت باعتباره وسيلة العولمة الأكثر سهولة عبر الاستثمار بالقوى العاملة في الدول النامية.
أصبحت فكرة أيام العمل تحت درجة معينة من التحدي. الشركات القائمة على المعلومات ذات الاعتماد المحدود على السلع المادية لا تحتاج فعليا للتمييز بين يوم عطلة نهاية الأسبوع وأيام الأسبوع، في الواقع، بالنسبة للكثيرين، لا يوجد فرق على الإطلاق.
تُفسر هذه الشركات أن يوم العمل هو أي يوم تُقدم فيه الخدمة.
وقد تُجري بعض الشركات معاملات وعمليات تجارية على مدار الساعة وطوال أيام الأسبوع بسبب طبيعة العمل. وتشمل هذه الشركات الفنادق والمستشفيات ومراكز الشرطة وإدارات الإطفاء ومحطات الوقود والمطارات.
ولكن مع إدخال ساعات العمل المرنة، تتناقص أهمية يوم العمل التقليدي. على الرغم من أن يوم العمل لمدة 8 ساعات لا يزال معيارًا للعديد من الصناعات، إلا أنه من المتوقع أن يحصل تراجع هذا الاتجاه خلال السنوات القادمة.

## البلدان الناطقة بالألمانية
في ألمانيا والنمسا وسويسرا، يتم استخدام كلمتين ألمانيتين مختلفتين إلى حد ما لوصف أيام العمل أو يوم العمل. الأولى هي Werktag، وهي مصطلح قانوني يطبق على جميع أيام التقويم باستثناء أيام الأحد والعطلات الرسمية؛ ويشمل معظم أيام السبت.
Werktage هي أيام يُسمح بالعمل فيها لأعمال مثل متاجر التجزئة والمؤسسات مثل المدارس. في المقابل، يشير مصطلح Arbeitstag إلى أيام العمل التي يعمل فيها الشخص خلال الأسبوع بالنسبة لمعظم الموظفين، فهذه من الاثنين إلى الجمعة. ومع ذلك، على سبيل المثال، قد يكون لرجال الإطفاء Arbeitstag يوم الأحد على الرغم من أنها ليست من الناحية القانونية Werktag.